# Eremosparton flaccidum
Eremosparton flaccidum är en ärtväxtart som beskrevs av Dmitrij Litvinov. Eremosparton flaccidum ingår i släktet Eremosparton och familjen ärtväxter. Inga underarter finns listade i Catalogue of Life.